# Guatteria pudica
Guatteria pudica este o specie de plante angiosperme din genul Guatteria, familia Annonaceae, descrisă de Nelson A. Zamora și Paulus Johannes Maria Maas. Conform Catalogue of Life specia Guatteria pudica nu are subspecii cunoscute.